# Microcharis karinensis
Microcharis karinensis är en ärtväxtart som först beskrevs av Mats Thulin, och fick sitt nu gällande namn av Brian David Schrire. Microcharis karinensis ingår i släktet Microcharis och familjen ärtväxter. Inga underarter finns listade i Catalogue of Life.